# Нойз
Нойз (англ. noise — шум), шумовая музыка — музыкальный жанр, один из старейших стилей в экспериментальной музыке. Для жанра характерно использование звуков искусственного и техногенного происхождения, порой неприятных и даже болезненных для человеческого слуха.

## Художественные особенности
Если под шумом вы имеете в виду неприятные звуки, тогда поп-музыка — это для меня шум. Масами Акита
В широком смысле, шум — исключительно громкий и дисгармоничный звук, не имеющий никакого отношения к мелодии и музыкальным структурам. Однако для поклонников жанра он обладает смыслом и эстетикой. Нельзя сказать, что все музыканты, работающие в данном направлении, следуют строгим формальным требованиям. Для одних производство шума является самоцелью, для других — это инструмент создания звуковых ландшафтов, для третьих — приемлемо создавать классические звуковые гармонии и перкуссию, где вместо традиционных инструментов используются шумы. А возможны и смешения классического подхода к созданию музыки и экспериментального. Формально, нойз произошел от таких музыкальных направлений как индастриал и эмбиент. Однако исторически и идейно восходит к концептуальному искусству.
Родоначальником «искусства шума» является итальянский художник-футурист Луиджи Руссоло, опубликовавший в 1913 году одноимённый манифест. Важнейшим событием для экспериментальной музыки стала работа 1952 года «4′33″» композитора Джона Кейджа. Деятелем, значительно повлиявшим на развитие жанра, считается американец Бойд Райс. Он начал в 1970-х годах выпускать записи с чистым, немузыкальным шумом в качестве законченных музыкальных произведений.
Классический нойз лишён мелодии и музыкального ритма, и фактически выходит за пределы понятия музыки. Однако, в композициях часто используется вокал и голосовые семплы, в чистом или искажённом виде.

## История жанра
Замкнутый круг чистых звуков должен быть разомкнут и бесконечное разнообразие шумов должно быть завоевано.
Луиджи Руссоло, «Искусство шумов»

### Луиджи Руссоло
Луиджи Руссоло (1885—1947) — итальянский живописец и композитор, представитель футуризма, тесно сотрудничал с поэтом Филиппо Томмазо Маринетти. Ему принадлежит манифест L’arte dei rumori (рус. «Искусство шумов»), в котором он утверждал, что промышленный переворот дал человеку возможности творить совершенно новые, более сложные и изощрённые звуки. Руссоло призывал музыкантов заняться деконструкцией звука, изучением его особенностей и последующей сборкой в новые гармонии. По сути, он предлагал привнести в музыку тот же процесс, который происходил в изобразительном искусстве, который он называл «Зрением футуризма». Он считается одним из самых первых теоретиков электронной музыки и самым первым нойз-музыкантом в истории. Руссоло изобрел и сконструировал инструменты, которые называл intonarumori («шумомашины») — в основном, это были перкуссионные инструменты для сценического исполнения. Он собрал оркестр, и первое же исполнение Gran Concerto Futuristico в 1917 вызвало огромное недовольство публики (впрочем, Руссоло на это и рассчитывал). К сожалению, все эти уникальные инструменты были утеряны во время Второй мировой войны.

### Академическая электронная музыка
Начиная с 1920-х годов начали распространяться электронные инструменты, и композиторы стали писать произведения для них. Например, сюита «Ритмикана» (1931) композитора Генри Коуэлла для первой в истории драм-машины — «Ритмикон», изобретённой Львом Терменом, или «Воображаемые ландшафты» Джона Кейджа (1939—1952), написанные для радиоприёмников.
Также композиторы стали писать музыку:
- для «препарированных» инструментов (работы Кейджа для препарированного пианино и Генри Коуэлла для «струнного пианино»);
- с использованием совсем «немузыкальных» объектов («Даже дикие лошади», 1952 Гарри Парча, для его авторских инструментов, которые он называл «spoils of war» («военные трофеи»): автомобильные покрышки, самолётные топливные баки и гильзы артиллерийских снарядов);
- с использованием магнитофонов (т. н. tape manipulations: «конкретная музыка» Пьера Шеффера и Пьера Анри (начало 1950-х))
- и ранних синтезаторов («Музыка для синтезатора» (1961) Милтона Бэббита, «Древние голоса детей» для игрушечного пианино (1970) Джорджа Крама).

Кроме того, многие композиторы использовали традиционные музыкальные инструменты «нетрадиционным способом» — например, Маурисио Кагель, Яннис Ксенакис, Луиджи Ноно.
Где бы мы ни находились, то, что мы слышим, — это в основном шум. Когда мы игнорируем его, он беспокоит нас. Когда мы слушаем его, то находим захватывающим.

Джон Кейдж

### Индастриал

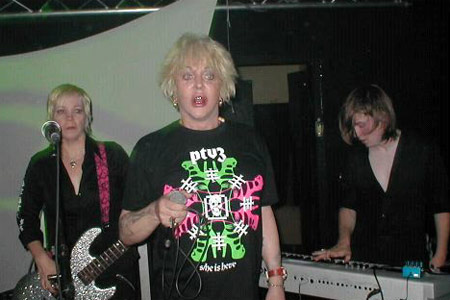
Дженезис Пи-Орридж, лидер группы Throbbing gristle, которая считается родоначальницей жанра индастриал.

Благодаря индастриалу эти техники перестали быть сугубо академическими экспериментами и проникли в популярную музыку. Как и панк-рок, индастриал исповедует радикальные антимузыкальные и антисоциальные взгляды, однако отвергает панковскую идеологию анархии, «полной индивидуальной свободы»: для индастриала никакой свободы нет, все люди изначально репрессированы массовым производством и средствами массовой информации. Ранние индастриал-музыканты (Whitehouse, Factrix, Zoviet France, SPK) применяли склеенные в кольца магнитофонные ленты (tape loops), аналоговые синтезаторы, драм-машины, записанные промышленные шумы, искажение вокала и т. д. Музыка для индастриала — не музыка «в привычном понимании», а «инструмент унижения, подавления и уничтожения». То есть (какой музыка позже будет являться и для нойза) — антигуманистична, агуманистична, антиантропоморфна; продукт машины, подавляющей человека. Индастриал и нойз отвергают идеи Просвещения о том, что человек — «венец природы», что всё в мире устроено «по-человечески» или вписывается в человеческий порядок.

### Бойд Райс
Американский писатель, актёр, фотограф, музыкант, общественный деятель Бойд Райс начал шумовые эксперименты в 1975 году. Он подключал фен для сушки волос к электрогитаре, использовал электрополировщик обуви в качестве музыкального инструмента. Райс один из первых стал использовать проигрыватели грампластинок как инструменты (т. н. turntablism) и разработал различные техники царапания пластинок (скретч). Параллельно пластиночные эксперименты шли в жанре хип-хоп. В 1975 году для него технику скретча применил диджей Grand Wizard Theodore.

### Альбом «Metal Machine Music»
В июле 1975 года был выпущен двойной альбом Лу Рида «Metal Machine Music». Альбом появился, как номинальное выполнение обязательства контракта с лейблом и неоднократно назывался одним из «худших в истории рок-н-ролла». Сам Рид утверждал, что альбом полностью состоит из звука зафидбэченной гитары, записанной на разных скоростях, и состряпан на его нью-йоркской квартире на четырёхдорожечном магнитофоне за несколько часов. Группа Лу Рида, The Velvet Underground, стала первой в жанре альтернативного рока и предопределила многие принципы нойз-рока. Более того, одной из первых выпущенных ей записей стала малоизвестная композиция «Loop» (1965), также содержавшая гитарный шум и, возможно, десятью годами позже подсказавшая Риду идею «Metal Machine Music». Альбом «Metal Machine Music» оказал большое влияние на нойз.

## Региональные сцены

### Джапанойз
Джапанойз или японойз (англ. Japanoise) — яркая и самобытная музыкальная сцена, которая оказала сильное влияние на нойз-музыку в целом. На возникновение независимой японской музыкальной сцены начала 1980-х сильно повлияла панк-музыка. Однако впоследствии, такой поджанр как «японский нойз» стал признаваться, как уникальное национальное явление, в ответ повлиявший на западную музыку. В Японии насчитывается несколько сотен нойз-музыкантов и коллективов. Яркими представителями являются: Merzbow, Masonna, Aube, Contagious Orgasm, Melt-Banana, Boredoms, The Gerogerigegege и многие другие.
Среди основных представителей сцены можно выделить:
- Boredoms — авангардистская команда, появившаяся в Осаке в 1986 году. Стиль Boredoms обозначают как нойз-рок; он близок к панку и гранжу (один из их альбомов называется Onanie Bomb Meets The Sex Pistols). Главные темы в лирике группы скатология и нигилизм[19]. Первый альбом команды, вышедший в 1986, называется Anal By Anal. На Западе группа получила известность в начале 1990-х, после того как выступила на разогреве у Sonic Youth и Nirvana. После чего в 1994 году группа отправилась в самостоятельный тур по США. Вокалист группы Ямацука Ай, продолжая быть членом Boredoms, в 80-х основал сторонний панк-нойз-коллектив Hanatarash. Каждое выступление сопровождалось разгромами и причинением ущерба на тысячи долларов. Однажды Ямацука Ай сломал стену клуба экскаватором, резал пополам с помощью мачете на сцене мёртвую кошку.
- Merzbow — один из самых известных и влиятельных музыкальных проектов жанра. Основан музыкантом Акита Масами. Название Merzbau заимствовано у немецкого художника-дадаиста и архитектора Курта Швиттерса, который определял свою концепцию, как «искусство из отходов». Среди характеристик музыки Merzbow одной из частых является крайне тяжелое восприятие[20].
- Masonna[англ.] — проект берёт начало в Осаке в 1987 году. Название Masonna его основатель Ямадзаки Масо расшифровывает в качестве дадаистской фразы «Mademoiselle Anne Sanglante Ou Notre Nymphomanie Auréolé» («Мадемуазель Анна Кровавая, или Наша Нимфоманка в Ареоле»)[21]. Первый релиз, состоящий из двух треков, называется — Shinsen Na Clitoris («Свежий клитор», 1990). Масонна выступал на разогреве у Sonic Youth и Бека, во время их японских турне. Также Джон Пил выпустил ограниченным тиражом компакт-диск «Masonna Peel Sessions». Ямадзаки Масо известен живыми выступлениями, на которых он в традициях панка разносит своё оборудование на мелкие кусочки. Многие концерты Masonna длятся всего несколько секунд[21].

### Россия
В 1909 году теоретик искусства Николай Кульбин опубликовал манифест «Свободная музыка», который во многом предвосхитило манифест Руссоло. Первые работы в области экспериментальной и шумовой музыки можно отнести к искусству авангарда 1920-х годов и появлению «шуморков» (то есть «шумовых оркестров»). Так в 1922 году Арсений Авраамов представил «Симфонию гудков», в которой было предусмотрено применение пушечных и пистолетных выстрелов, заводских гудков, свиста пара, шума самолётов и других «машинных» звуков.
Вторым пиком популярность нойза в СССР можно назвать музыкальный процесс, связанный с т. н. Сибирским панком. С конца 1980-х нойз и экспериментальная музыка развивается, в частности, соединяясь с традицией концептуального искусства и искусства перформанса. Одним из ярких пропагандистов такого подхода стал Владимир Епифанцев и мероприятия «Фабрики кардинального искусства».
Среди деятелей искусства, имевших отношения к развитию нойза в СССР и России можно выделить:
- Лев Термен и Пётр Термен
- Проекты Николая Судника и ГЭЗ-21
- Александр Лебедев-Фронтов
- «Коммунизм» и проекты Константина Рябинова
- «Центр» и проекты Алексея Борисова
- «Старуха Мха» и прочие проекты Романа Сидорова
- Проекты Евгения Вороновского (Cisfinitum[англ.])
- «Ультраполярное вторжение», YAO91404D, Booby Mason, СТРУП, Омутъ Мора, MAAAA, Monopolka (и другие проекты Фила Волокитина), Light Collapse и многие другие.

Среди лейблов, выпускающих нойз, можно выделить: Железобетон, Абгурд, Operator Produkzion, Monochrome Vision, UFA MUZAK и другие. Однако многие музыканты предпочитают заниматься самиздатом, в традиции DIY. 
Важной площадкой для проведения концертов и лекций является культурный центр «Дом» в Москве. А в Санкт-Петербурге «ГЭЗ-21». Нойз-сцена СССР и, преимущественно, Санкт-Петербурга конца 1980-х — начала 1990-х запечатлена в документальном фильме Мики Таанилы «The Double — Russian industrial music and low tech videos». Пропагандой и просветительской деятельностью нойз и экспериментальной музыки в России активно занимался журналист, издатель и антрепренёр Дмитрий Васильев.

## Поджанры
Нойз — обширная область музыки, и принято различать его поджанры, имеющие значительные отличия в звучании и технике исполнения. Однако разделение на жанры условно, и проект работающий на территории харш-нойза, вполне может выпустить релиз в жанре ритмик-нойза или эмбиент-нойза. Это согласуется с экспериментальной концепцией нойз-музыки.
- Харш-нойз (англ. harsh noise, от англ. harsh — жёсткий, суровый, резкий) — агрессивный, резкий «абразивный» звук. Яркие представители: Richard Ramirez, The Cherry Point, Prurient, Skin Crime, Sickness, StrXng3.

- Харш-нойз-волл или харш-нойз-уолл (англ. harsh noise wall, сокращённо HNW — стена жёсткого шума) — монотонное, не слишком агрессивное звучание и большая продолжительность. Длительность одной композиции может превышать час. Музыкант Ромэн Перро так характеризует этот поджанр: «Без динамики, без изменений, без развития, без идеи». Яркие представители: Sissy Spacek, Vomir, Dead Body Collection, The Rita, Werewolf Jerusalem, Sleep Column, Disgorged Faeces.

- Пауэр-электроникс (англ. power electronics) — поджанр нойза и индастриала, где музыканты в большом количестве используют резкие звуки синтезаторов, создавая жёсткие «кричащие» и «вопящие» эффекты. Музыка создаётся исключительно на синтезаторах и подкрепляется вокалом (от перегруженного и шумного до монотонного и фонового), малоструктурирована, отсутствует привычная песенная структура. Яркие представители: Whitehouse, Sutcliffe Jügend, Genocide Organ, Slogun, Con-Dom.
- Дэт-индастриал (англ. death industrial) или дэт-эмбиент (англ. death ambient) — сравнительно молодой, но уже канонизированный стиль индустриальной музыки. Среди его специфических особенностей необходимо назвать атмосферное тяжелое и медленное звучание, мощное и давящее. Яркие представители: Brighter Death Now, Anenzephalia, Mz. 412, Atrax Morgue, Ramleh.

- Диджитал-нойз (англ. digital noise — цифровой шум) или кибернойз (англ. cyber noise) — звуки произведённые исключительно с помощью компьютерных программ. Альбомы, выполненные в этом жанре, зачастую распространяются в виде бесплатных веб-релизов, и лишь изредка — на физических носителях. Яркие представители: Noise Nazi, Chav Stabber, RedSK, Isaac Lyutman.

- Радионойз (англ. radionoise) — композиции этого жанра представляют собой фиксацию радиостатики без последующей обработки или редактирования. Данный поджанр представлен исключительно российскими исполнителями, за рубежом же практически нет его представителей, хотя радионойз иногда используется в качестве элемента в авангардных или нойзовых композициях. Яркие представители: DN23rd, Funkstillesender, Kryptogen Rundfunk, Light Collapse.

Кроме этого, существует множество нишевых подстилей, таких как «ритм-нойз» (ритмичный нойз), «пьюр-нойз» (чистый нойз), «трип-нойз», «фри-нойз» (свободный нойз) и др.

## Производные жанры
- Нойз-рок — смесь панк-рока с характерными для раннего индастриала и нойза атональным шумом и нетрадиционными структурами песен, является наиболее популярным и коммерчески успешным ответвлением. Яркие представители: Sonic Youth, Pixies, Swans, Butthole Surfers.

- Дроун-нойз (англ. drone noise — гудящий шум) — слияние нойза с дроун-эмбиентом. Обладает типичным резким звучанием, характерным для нойза. Яркие представители: Total, Pocahaunted, Kevin Drumm, Demons, Blue Sabbath Black Cheer, Mammal.

Нойз имеет частые пересечения с эмбиентной и индастриал-музыкой, давая начало таким жанрам, как пауэр-нойз и пауэр-электроникс.
В последние годы европейские музыканты, связанные с джазом, электроникой и блэк-металом, стали проявлять активность и на нойз-сцене. А канадская группа Nihilist Spasm Band, образованная в 1965 году, десятилетиями играет нойз на акустических инструментах собственного изобретения и изготовления, и наиболее верны заветам Руссоло. В начале 1990-х возникли «нойз-оперы» (яркий представитель — Лиза Кристал Карвер, подруга и соратница Бойда Райса).